# Taubaté
Taubaté är en stad och kommun i Brasilien och ligger i delstaten São Paulo. Folkmängden uppgick år 2014 till cirka 300 000 invånare i kommunen. Taubaté grundades år 1639.

## Administrativ indelning
Kommunen var år 2010 indelad i två distrikt:
- Quiririm
- Taubaté